# Ischnobracon bakeri
Ischnobracon bakeri är en stekelart som beskrevs av Baltazar 1962. Ischnobracon bakeri ingår i släktet Ischnobracon och familjen bracksteklar. Inga underarter finns listade i Catalogue of Life.